# فلاديمير فينكلر
فلاديمير فينكلر (بالتشيكية: Vladimir Winkler)‏ هو نحات تشيكي، ولد في 1884 في برشيروف في التشيك، وتوفي في 1956 في هاربن في الصين.